# Lodewijk in Beieren
Lodewijk (Ludwig) Willem (München, 21 juni 1831 - aldaar, 6 november 1920), Hertog in Beieren, was de eerste zoon van hertog Max in Beieren en Ludovika van Beieren.
Lodewijk trouwde op 28 mei 1859, tegen zijn moeders wil, met een burgermeisje, de Joodse actrice Henriëtte Mendel. Negen dagen voor de bruiloft, op 19 mei 1859, werd Henriëtte door koning Maximilian in de adelstand verheven. Ze kreeg de titel "Barones von Wallersee". Ze kreeg die titel omdat in die tijd, met een zus die keizerin van Oostenrijk was, hij niet met een burgermeisje kon trouwen. Lodewijk mocht in eerste instantie niet trouwen met Henriëtte, maar omdat hij toch niet van gedachten veranderde, kreeg hij toestemming om morganatisch te trouwen, maar daarvoor moest hij wel zijn recht op de opvolging als eerste in lijn van de hertogelijke tak van de Wittelsbachers opgeven ten gunste van zijn jongere broer, Karel Theodoor.
Lodewijk en Henriëtte hadden twee onwettige kinderen. Op 24 februari 1858 kreeg het paar hun eerste kind, een dochter, Marie Louise Elisabeth Mendel. Op 9 mei 1859 kwam Karl Emanuel Mendel ter wereld. Hij stierf, nog geen drie maanden oud, op 1 augustus 1859. Omdat Lodewijk en Henriëtte nog niet getrouwd waren toen hun twee kinderen werden geboren, kregen deze bij de geboorte de achternaam van de moeder. Op de dag dat Henriëtte de titel barones von Wallersee kreeg, werden de kinderen ook in de adelstand verheven, Karl Emanuel werd baron von Wallersee en Marie Louise werd barones von Wallersee. De achternaam van de vader, von Wittelsbach, kregen de kinderen niet.
Henriëtte stierf op 12 november 1891. Ruim een jaar later trouwde Lodewijk nog een keer morganatisch met Antonie Barth. Dit huwelijk vond plaats op 19 november 1892. Na het huwelijk werd Antonie, Frau von Bartolf. Marie Louise moest uit de krant vernemen dat haar vader was hertrouwd, hun band was namelijk al jaren slecht. Op 11 juli 1913 scheidde Lodewijk van Antonie von Bartolf.
Een hartverlamming maakte een einde aan het leven van Lodewijk. Hij stierf op 6 november 1920, 89 jaar oud. Aan zijn sterfbed zaten zijn schoonzus Marie José, de weduwe van Karl Theodor, en adjudant Düring. Zijn dochter, Marie Louise, werd niet op de hoogte gebracht. Lodewijk werd op de Ostfriedhof in München begraven.

## Kinderen
- Marie Louise Elisabeth (1858-1940)
- Karl Emanuel (1859-1859)